# Saison 2011-2012 de l'Amiens SC
Maillots
Chronologie
Saison précédente Saison suivante
La saison 2011-2012 de l'Amiens SC est la saison sportive de juillet 2011 à mai 2012 de l'Amiens SC, club de football professionnel français basé à Amiens.
Cette saison voit le club évoluer dans trois compétitions : le Championnat de France de Ligue 2, deuxième niveau du Championnat de France, à la suite de son accession à cette division après sa 2e place obtenue en National lors de la saison précédente, la Coupe de France, qu'il commence au 7e tour et la Coupe de la Ligue, qu'il commence au 1er tour. L'effectif de la saison est peu modifié par rapport à celui de la saison précédence, huit joueurs arrivant au club lors du mercato d'été et neuf joueurs le quittant, et l'entraineur de la saison précédente, Ludovic Batelli, est de plus confirmé à son poste. L'objectif annoncé par le club est le maintien en Ligue 2.
La saison commence le 22 juillet 2011 par une victoire en Coupe de la Ligue contre le Nîmes Olympique 2 buts à 0, puis se poursuit le 27 juillet avec la première journée de championnat. L'Amiens SC obtient un match nul 1-1 contre l'ES Troyes AC. Le début de saison du club est difficile, celui-ci se retrouvant 18e et premier relégable au soir de la 3e journée. L'Amiens SC n'obtient sa première victoire de la saison que le 20 septembre contre le Stade lavallois lors de la 8e journée, puis sa deuxième le 5 novembre contre Châteauroux lors de la 14e journée. Cette victoire permet au club de sortir de la zone de relégation, mais entre-temps, il est éliminé de la Coupe de la Ligue en 16e de finale par le Montpellier HSC, futur champion de France, aux tirs au but. La semaine suivante, l'Amiens SC est sorti de la Coupe de France dès son entrée dans la compétition par le CA Pontarlier, pourtant club de CFA2 situé trois niveaux en dessous de l'Amiens SC. Le club retourne dans la zone de relégation le 16 décembre après une défaite 2 buts à 1 contre le FC Istres lors de la 17e journée, puis plonge à la 20e et dernière place le 14 janvier 2012 à la mi-saison à la suite d'une nouvelle défaite, cette fois-ci contre Clermont Foot. L'Amiens SC ne quittera plus cette dernière place lors de la deuxième partie de la saison, et est officiellement relégué en National dès la fin de la 34e journée après une lourde défaite 5 buts à 0 contre le FC Nantes le 27 avril.
L'Amiens SC ne remplit pas au cours de cette saison l'objectif qui était de se maintenir en Ligue 2. L'équipe termine la saison avec seulement quatre victoires en championnat, à dix-neuf points du 17e et premier non-relégable. Cette performance pousse le club à se séparer de l'entraineur Ludovic Batelli en vue de la saison suivante, et à annoncer le nom de l'entraineur choisi pour le remplacer avant la fin du championnat. Le 11 mai, au soir de la 37e journée, Francis De Taddeo est confirmé comme nouvel entraineur de l'Amiens SC en vue de la saison 2012-2013 en National.

## Classement de laLigue 2
Source : FFF.fr
| Rang | Équipe       | Pts | J  | G  | N  | P  | Bp | Bc | Diff |
| ---- | ------------ | --- | -- | -- | -- | -- | -- | -- | ---- |
| 3    | ES Troyes AC | 64  | 38 | 17 | 13 | 8  | 45 | 35 | +10  |
| 17   | Le Mans FC   | 45  | 38 | 11 | 12 | 15 | 39 | 40 | -1   |
| 18   | FC Metz      | 42  | 38 | 10 | 12 | 16 | 30 | 44 | -14  |
| 19   | US Boulogne  | 36  | 38 | 7  | 15 | 16 | 40 | 47 | -7   |
| 20   | Amiens SC    | 26  | 38 | 4  | 14 | 20 | 29 | 57 | -28  |

## Joueurs et encadrement technique

### Effectif
Source : amiensfootball.com, ce tableau reprend l'ensemble des joueurs ayant été sous contrat professionnel lors de la saison  
Trente-et-un joueurs sont sous contrat professionnel lors de cette saison, mais seuls vingt-trois en effectuent l'ensemble. En effet, Benjamin Gavanon et Mouhamed Soly quittent le club lors du mercato d'hiver tandis que Jimmy Mainfroi le rejoint. De plus, l'ASC envoie cinq joueurs de l'effectif professionnel dans l'équipe réserve au cours du mois d'octobre car ces joueurs n'auraient plus ou peu joué de la saison et dans un souci du club d'alléger le nombre de joueurs présents à l'entraînement. Ces cinq joueurs sont Karim Meliani, Sébastien Atlan, Urus Djeric, Vlade Lazarevski et Nicolas Raynier. En février, deux joueurs issus du centre de formation signent leur premier contrat professionnel, à savoir Clément Diop, troisième gardien, et Kevin Koubemba, qui s'entraîne dès lors avec les pros.
L'effectif est essentiellement composé des joueurs de la saison précédente. Il comporte six joueurs formés au club, dont Thomas Mienniel, capitaine de l'équipe, et cinq joueurs internationaux parmi les huit joueurs étrangers de l'effectif. Le plus jeune joueur est Clément Diop, âgé de 17 ans au début de la saison, et le plus vieux est l'attaquant Rafik Saïfi alors âgé de 36 ans.
L'encadrement technique est le même que celui de la saison précédente. L'entraîneur est Ludovic Batelli, qui entame sa troisième saison consécutive au club.

### Transferts

#### Mercato d'été
| Nom                | Nat.     | Statut              | Provenance          | Nom                 | Nat.    | Statut         | Destination      |
| ------------------ | -------- | ------------------- | ------------------- | ------------------- | ------- | -------------- | ---------------- |
| Arrivées           | Arrivées | Arrivées            | Arrivées            | Départs             | Départs | Départs        | Départs          |
| Hervé Bazile       |          | Transfert           | EA Guingamp         | Aurélien Boche      |         | Transfert      | Nîmes            |
| Vlade Lazarevski   |          | Transfert           | FC Lokomotiv Astana | Paul Delecroix      |         | Prêt           | Chamois niortais |
| Mohamed M'Changama |          | Transfert           | Nîmes               | Quentin de Parseval |         | Libre          |                  |
| Thomas Mienniel    |          | Transfert définitif | SCO Angers          | Camille Dobelle     |         | Libre          |                  |
| Loïc Puyo          |          | Transfert           | AJ Auxerre          | Damien Gautheron    |         | Transfert      | US Orléans       |
| Romain Ruffier     |          | Transfert           | FC Metz             | Omar Kossoko        |         | Libre          | AJ Auxerre       |
| Benjamin Gavanon   |          | Transfert           | AS Nancy            | Stéphane Mangione   |         | Transfert      | US Orléans       |
| Mouhamad Soly      |          | Prêt                | EA Guingamp         | David Steppé        |         | Transfert      | US Luzenac       |
| Jonas Martin       |          | Prêt                | Montpellier HSC     | Clément Tainmont    |         | Retour de prêt | Stade de Reims   |

Au cours du mercato d'été, l'Amiens SC enregistre les départs de deux joueurs majeurs de la saison précédente, Clément Tainmont et Omar Kossoko. Tainmont retourne de prêt à Reims après que le joueur et les dirigeants n'ont pu trouver d'accord financier pour un transfert définitif malgré le souhait du joueur de rester au club, et Kossoko est transféré à l'AJ Auxerre, où il sera peu utilisé, dans un climat houleux à la suite de propos insultants envers la ville d'Auxerre et certains joueurs auxerrois que le joueur aurait proférés sur son compte Facebook, propos démentis par l'intéressé. Le jeune gardien remplaçant Paul Delecroix, formé au club, est prêté aux Chamois niortais en National pour acquérir du temps de jeu. Les autres départs concernent des joueurs peu ou pas utilisés au cours de la saison précédente.
Côté arrivées, l'Amiens SC se renforce en recrutant Benjamin Gavanon, milieu expérimenté comptant plusieurs centaines de matches en Ligue 1, ainsi que les attaquants Hervé Bazile et Mohamed M'Changama, international comorien, le milieu Loïc Puyo, en provenance de l'équipe réserve de l'AJ Auxerre, le défenseur international macédonien Vlade Lazarevski et le gardien Romain Ruffier, destiné à être la doublure du gardien titulaire Landry Bonnefoi. Deux joueurs sont également prêtés, le milieu Jonas Martin par le Montpellier HSC et l'attaquant Mouhamed Soly par l'EA Guingamp.

#### Mercato d'hiver
| Nom            | Nat.     | Statut    | Provenance | Nom              | Nat.    | Statut         | Destination   |
| -------------- | -------- | --------- | ---------- | ---------------- | ------- | -------------- | ------------- |
| Arrivées       | Arrivées | Arrivées  | Arrivées   | Départs          | Départs | Départs        | Départs       |
| Jimmy Mainfroi |          | Transfert | Sans club  | Mouhamed Soly    |         | Retour de prêt | EA Guingamp   |
| -              | -        | -         | -          | Vlade Lazarevski |         | Libre          |               |
| -              | -        | -         | -          | Benjamin Gavanon |         | Libre          | Shenzhen Ruby |

Le mercato d'hiver est peu agité pour l'Amiens SC, qui ne recrute qu'un seul joueur, le défenseur Jimmy Mainfroi. Le club se sépare de plus de trois joueurs arrivés au cours du mercato d'été. Mouhamed Soly retourne de prêt à l'EA Guingamp, d'où il est de nouveau prêté, cette fois à l'AS Cannes en CFA, tandis que les contrats de Vlade Lazarevski et de Benjamin Gavanon sont résiliés d'un commun accord entre les joueurs et les dirigeants du club,. Ce dernier rejoint le club chinois de Shenzhen Ruby en deuxième division, club entrainé par le Français Philippe Troussier.

#### Bilan des transferts
Les transferts effectués par l'Amiens SC restent sur un constat d'échec. Sur les huit nouveaux joueurs arrivés au mercato d'été, seul Jonas Martin parvient à s'imposer et à disposer d'un temps de jeu conséquent. Benjamin Gavanon, malgré son expérience et sa place de titulaire au cours de la première partie de la saison, ne remplit pas les espoirs placés en lui et son contrat est résilié fin février. Tout comme lui, deux autres nouveaux joueurs quittent le club au mercato d'hiver : Mouhamed Soly, qui n'est utilisé qu'à huit reprises en championnat, et Vlade Lazarevski, qui ne dispute qu'un seul match en Coupe de la Ligue. Hervé Bazile et Loïc Puyo peinent à s'imposer dans l'effectif et à obtenir du temps de jeu, tandis que Mohamed M'Changama se rompt les ligaments croisés lors du premier match de la saison en Coupe de la Ligue contre Nîmes et ne renoue avec la compétition qu'à partir de la 30e journée contre Châteauroux. Alors que le club vise à recruter un attaquant lors du mercato d'hiver, aucun des joueurs approchés ne signe finalement au club, ce qui constitue un nouvel échec dans le recrutement amiénois.

## Rencontres

### Ligue 2

#### Parcours

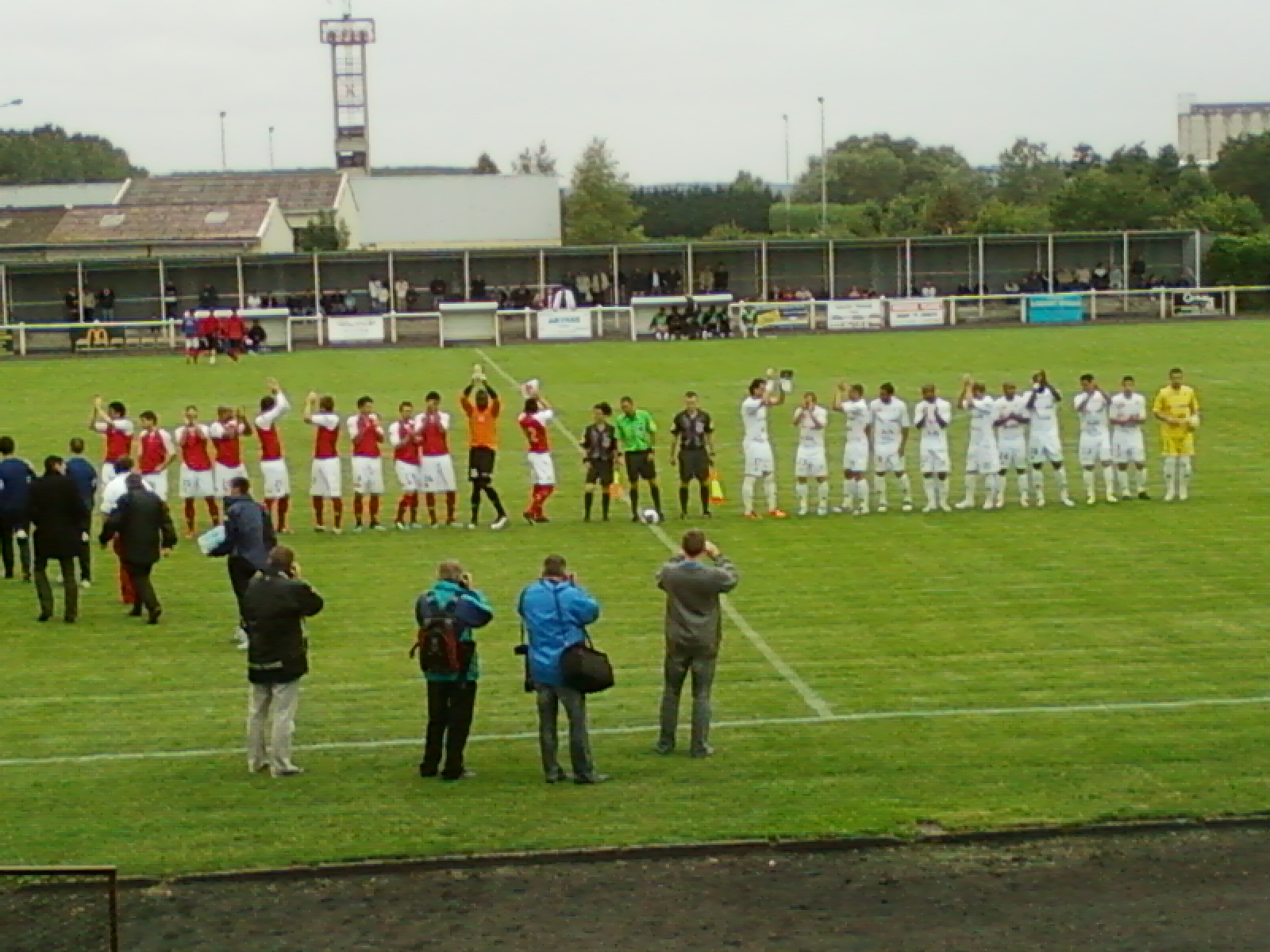
L'Amiens SC (en blanc) lors du match amical contre le Stade de Reims du 16 juillet 2011 à Pont-Sainte-Maxence

Source : lfp.fr 
| J.  | Date         | Cla. | Équipe domicile  | Score   | Équipe extérieure | Buteurs et passeurs de l'Amiens SC                                                                  |
| --- | ------------ | ---- | ---------------- | ------- | ----------------- | --------------------------------------------------------------------------------------------------- |
| 1er | ven 29/07/11 | 11   | Amiens SC        | 1-1     | ES Troyes AC      | 14e Yoann Touzghar (Jean-Charles Cirilli)                                                           |
| 2e  | ven 05/08/11 | 16   | Stade de Reims   | 1-0     | Amiens SC         | |
| 3e  | ven 12/08/11 | 18   | Amiens SC        | 0-1     | Le Havre AC       | |
| 4e  | ven 19/08/11 | 20   | AS Monaco        | 1-1     | Amiens SC         | 68e (pen.) Hervé Bazile                                                                             |
| 5e  | ven 26/08/11 | 19   | Amiens SC        | 0-0     | US Boulogne       | |
| 6e  | lun 12/09/11 | 20   | Amiens SC        | 1-2     | RC Lens           | 36e Yoann Touzghar                                                                                  |
| 7e  | ven 16/09/11 | 20   | SCO Angers       | 0-0     | Amiens SC         | |
| 8e  | mar 20/09/11 | 19   | Amiens SC        | 1-0     | Stade lavallois   | 33e Benjamin Gavanon (Yoann Touzghar)                                                               |
| 9e  | ven 23/09/11 | 18   | Tours FC         | 1-1     | Amiens SC         | 23e (csc) Julien Cardy                                                                              |
| 10e | ven 30/09/11 | 18   | Amiens SC        | 0-0     | EA Guingamp       | |
| 11e | ven 14/10/11 | 18   | AC Arles-Avignon | 1-1     | Amiens SC         | 35e Loïc Puyo                                                                                       |
| 12e | ven 21/10/11 | 18   | Amiens SC        | 1-1     | SC Bastia         | 44e Belkacem Zobiri (Manassé Enza Yamissi)                                                          |
| 13e | sam 29/10/11 | 19   | CS Sedan         | 3-1     | Amiens SC         | 85e (pen.) Yoann Touzghar                                                                           |
| 14e | sam 05/11/11 | 17   | Amiens SC        | 4-0     | Châteauroux       | 5e Jonas Martin 34e Belkacem Zobiri 64e Rafik Saïfi (Mouhamed Soly) 70e Mouhamed Soly (Rafik Saïfi) |
| 15e | ven 25/11/11 | 17   | FC Metz          | 1-0     | Amiens SC         | |
| 16e | ven 02/12/11 | 17   | Amiens SC        | 0-0     | Le Mans FC        | |
| 17e | ven 16/12/11 | 18   | FC Istres        | 2-1     | Amiens SC         | 14e (pen.) Benjamin Gavanon                                                                         |
| 18e | mar 20/12/11 | 18   | Amiens SC        | 0-2     | FC Nantes         | |
| 19e | sam 14/01/12 | 20   | Clermont Foot    | 2-1     | Amiens SC         | 6e Lamine Djaballah                                                                                 |
| 20e | mer 18/01/12 | 20   | Amiens SC        | 1-2     | AS Monaco         | 83e Jonas Martin (Yoann Touzghar)                                                                   |
| 21e | sam 28/01/12 | 20   | US Boulogne      | 0-1     | Amiens SC         | 82e Julien Ielsch                                                                                   |
| 22e | sam 04/02/12 | 20   | RC Lens          | 1-1     | Amiens SC         | 42e Jonas Martin (Julien Ielsch)                                                                    |
| 23e | sam 11/02/12 | 20   | Amiens SC        | Reporté | SCO Angers        | |
| 24e | ven 17/02/12 | 20   | Stade lavallois  | 3-1     | Amiens SC         | 75e Lamine Djaballah (Yoann Touzghar)                                                               |
| 25e | ven 24/02/12 | 20   | Amiens SC        | 1-1     | FC Tours          | 85e (pen.) Rafik Saïfi                                                                              |
| 26e | ven 02/03/12 | 20   | EA Guingamp      | 1-1     | Amiens SC         | 43e Lamine Djaballah                                                                                |
| 27e | ven 09/03/12 | 20   | Amiens SC        | 0-3     | AC Arles-Avignon  | |
| 23e | mar 13/03/12 | 20   | Amiens SC        | 2-0     | SCO Angers        | 28e Lamine Djaballah 86e Hervé Bazile                                                               |
| 28e | ven 16/03/12 | 20   | SC Bastia        | 2-1     | Amiens SC         | 9e Yoann Touzghar                                                                                   |
| 29e | ven 23/03/12 | 20   | Amiens SC        | 0-3     | CS Sedan          | |
| 30e | ven 30/03/12 | 20   | Châteauroux      | 4-1     | Amiens SC         | 30e Hervé Bazile (Rafik Saïfi)                                                                      |
| 31e | ven 06/04/12 | 20   | Amiens SC        | 1-1     | FC Metz           | 12e Yoann Touzghar (Abdellah Kharbouchi)                                                            |
| 32e | ven 13/04/12 | 20   | Le Mans FC       | 3-2     | Amiens SC         | 27e Manassé Enza-Yamissi (Yoann Touzghar) 56e Abdellah Kharbouchi                                   |
| 33e | ven 20/04/12 | 20   | Amiens SC        | 1-2     | FC Istres         | 76e (pen.) Abdellah Kharbouchi                                                                      |
| 34e | ven 27/04/12 | 20   | FC Nantes        | 5-0     | Amiens SC         | |
| 35e | mar 01/05/12 | 20   | Amiens SC        | 1-1     | Clermont Foot     | 22e Yoann Touzghar                                                                                  |
| 36e | ven 04/05/12 | 20   | Le Havre AC      | 2-0     | Amiens SC         | |
| 37e | ven 11/05/12 | 20   | Amiens SC        | 0-2     | Stade de Reims    | |
| 38e | ven 18/05/12 | 20   | ES Troyes AC     | 2-0     | Amiens SC         | |

#### Résumé
L'Amiens SC commence le championnat à domicile au stade de la Licorne le 29 juillet contre l'ES Troyes AC. Malgré l'ouverture du score de Yoann Touzghar consécutif à une passe décisive de Jean-Charles Cirilli, l'ASC concède le match nul 1 but partout. Le club enchaine ensuite deux défaites 1 but à 0, se retrouve relégable au soir de la 3e journée, puis, la semaine suivante, fait match nul contre l'AS Monaco et glisse à la 20e et dernière place du championnat. Ce début de saison difficile se poursuit, et le club doit attendre la 8e journée pour obtenir sa première victoire de la saison, victoire obtenue face au Stade lavallois grâce à un but de Benjamin Gavanon. L'équipe poursuit alors par quatre matchs nuls consécutifs avant de s'incliner 3 buts à 1 contre le CS Sedan et de stopper sa série en cours d’invincibilité à six rencontres. La semaine suivante, le 5 novembre, l'ASC obtient sa deuxième victoire de la saison et sa plus large de la saison grâce à une victoire 4 buts à 0 face à Châteauroux. Cette victoire permet au club de sortir de la zone de relégation en passant à la 17e place du classement. Deux défaites et un match nul lors des trois journées suivantes propulse le club à la 18e place à un point de la 17e place.
L'Amiens SC atteint alors un tournant de sa saison. Le club enchaine trois nouvelles défaites, contre le FC Nantes, Clermont Foot et l'AS Monaco, passe 20e et dernier à mi-saison, et se retrouve à sept points du premier non-relégable après la 20e journée. Lors de la 21e journée, le 28 janvier, l'ASC remporte sa seule victoire de la saison à l'extérieur, 1 but à 0 à l'US Boulogne, qui finira par ailleurs le championnat à la 19e place. Au soir de la 26e journée, l'Amiens SC pointe à cinq points du 17e, l'AC Arles Avignon, et le reçoit lors de la 27e journée le 9 mars. Le club place beaucoup d'espoir dans ce match, mais s'incline lourdement 3 buts à 0 et hypothèque dès lors sérieusement ses chances de maintien.
Une quatrième et dernière victoire, contre le SCO Angers 2 buts à 0, est obtenue quatre jours après cette déconvenue. Par la suite, distancé dans la course au maintien, l'Amiens SC lâche prise progressivement et perd neuf de ses onze derniers matchs, pour avoir finalement dix-neuf points de retard sur le premier non-relégable à la fin de la saison. L'équipe encaisse 27 buts lors de ces onze dernières rencontres, alors qu'elle n'en avait pris que 30 lors des vingt-sept premières. La relégation est officialisée après la 34e journée à la suite d'une défaite 5 buts à 0 sur le terrain du FC Nantes. De manière générale, l'Amiens SC réussi mieux sa première partie de saison, et ne lâche prise au classement qu'au cours de la deuxième partie de saison. En effet, le club inscrit 15 points lors de la première partie de la saison et 11 lors de la deuxième, et surtout encaisse 38 buts lors de la deuxième partie de saison, soit deux fois plus que les 19 encaissés lors de la première partie. Cette 20e et dernière place relègue le club en National, troisième niveau du football français, pour la saison 2012-2013.

### Coupe de France

#### Parcours
Source : francefootball.fr 
| Tour    | Date         | Équipe domicile      | Score | Équipe extérieure | Buteurs de l'Amiens SC |
| ------- | ------------ | -------------------- | ----- | ----------------- | ---------------------- |
| 7e tour | sam 19/11/11 | CA Pontarlier (CFA2) | 3-1   | Amiens SC         | 45+1e Rafik Saïfi      |

#### Résumé
L'Amiens SC est éliminé de la Coupe de France dès son premier match par le CA Pontarlier, club amateur de CFA2. Il s'agit de la troisième fois en huit ans que le club est éliminé avant les 32e de finale par un club amateur, après les éliminations par Saumur en 2004-2005 et par l'US Saint-Omer en 2008-2009.

### Coupe de la Ligue

#### Parcours
Source : francefootball.fr 
| Tour        | Date         | Équipe domicile      | Score         | Équipe extérieure   | Buteurs de l'Amiens SC                     |
| ----------- | ------------ | -------------------- | ------------- | ------------------- | ------------------------------------------ |
| 1er tour    | ven 22/07/11 | Amiens SC            | 2-0           | Nîmes Olympique (N) | 16e Julien Ielsch 36e Hervé Bazile         |
| 2e tour     | mar 09/08/11 | Amiens SC            | 2-1           | Le Havre AC (L2)    | 80e Belkacem Zobiri 90+2e Benjamin Gavanon |
| 16e de fin. | mer 31/08/11 | Montpellier HSC (L1) | 2-2 (4-3 tab) | Amiens SC           | 11e Loïc Puyo 34e (pen.) Benjamin Gavanon  |

#### Résumé
L'Amiens SC parvient jusqu'en 16e de finale de la Coupe de la Ligue après avoir éliminé Nîmes au 1er tour, club de National, puis Le Havre AC au 2e tour, grâce notamment à un coup franc direct de Benjamin Gavanon à la dernière minute du temps additionnel. En 16e de finale, l'ASC est opposé au Montpellier HSC, alors premier de Ligue 1 après 4e journées et par conséquent favori de la rencontre. L'Amiens SC mène pourtant 2-0 à la mi-temps, mais se fait rejoindre au cours de la deuxième période, ce qui contraint les deux équipes à disputer une prolongation, puis les tirs au but. Cette séance débute idéalement pour l'ASC qui réussit ses trois premiers tirs alors que Montpellier échoue dans ses deux premières tentatives avant de réussir son troisième tir, offrant quatre balles de match à Amiens, qui n'en converti aucune. L'ASC, qui a alors laissé passer sa chance, est éliminé après que la défenseur Alexandre Durimel manque le sixième tir au but amiénois. À noter qu'au cours de ce match, Jonas Martin, prêté à Amiens quelques jours après le match, dispute la première mi-temps avec Montpellier.

## Statistiques

### Statistiques générales en championnat
- Classement attaque[23] : 20e, 29
- Classement défense[23] : 20e, 57
- Classement domicile[23] : 20e, 17 points
- Classement extérieur[23] : 20e, 9 points
- Classement 1re mi-temps[23] : 17e, 37 points
- Classement 2e mi-temps[23] : 20e, 31 points
- Classement fair-play[23] : 20e, 88  et 6
- Plus large victoire : 4-0, Amiens SC - Châteauroux, 14e journée
- Plus large défaite : 5-0, FC Nantes - Amiens SC, 34e journée
- Série de matchs sans défaites : 6, de la 7e à la 13e journée
- Série de matchs sans victoires : 11, de la 28e à la 38e journée
- Nombre de journée en zone de promotion : 0
- Nombre de journée en zone de relégation : 33
- Affluence moyenne[24] : 9 573 spectateurs

### Statistiques individuelles

#### Temps de jeu
Source : lfp.fr 
| Pos. | Joueur               | Poste     | MJ L2 | MT L2 | Min L2 | MJ CdF | MT CdF | Min CdF | MJ CdL | MT CdL | Min CdL | MJ tot | MT tot | Min tot |
| ---- | -------------------- | --------- | ----- | ----- | ------ | ------ | ------ | ------- | ------ | ------ | ------- | ------ | ------ | ------- |
| 1    | Thomas Mienniel      | Défenseur | 35    | 35    | 3140   | 1      | 1      | 90      | 2      | 2      | 180     | 38     | 38     | 3410    |
| 2    | Landry Bonnefoi      | Gardien   | 32    | 32    | 2793   | 0      | 0      | 0       | 3      | 3      | 300     | 35     | 35     | 3093    |
| 3    | Hervé Lybohy         | Défenseur | 33    | 33    | 2790   | 1      | 1      | 90      | 2      | 2      | 210     | 36     | 36     | 3090    |
| 4    | Johann Paul          | Milieu    | 29    | 29    | 2496   | 0      | 0      | 0       | 1      | 1      | 77      | 30     | 30     | 2573    |
| 5    | Yoann Touzghar       | Attaquant | 31    | 29    | 2441   | 0      | 0      | 0       | 1      | 1      | 64      | 32     | 30     | 2505    |
| 6    | Jean-Charles Cirilli | Défenseur | 25    | 23    | 2090   | 1      | 1      | 81      | 2      | 2      | 210     | 28     | 26     | 2381    |
| 7    | Abdellah Kharbouchi  | Milieu    | 34    | 23    | 2082   | 1      | 0      | 9       | 3      | 2      | 220     | 38     | 25     | 2311    |
| 8    | Rafik Saïfi          | Attaquant | 28    | 24    | 2099   | 1      | 1      | 90      | 1      | 1      | 90      | 30     | 26     | 2279    |
| 9    | Belkacem Zobiri      | Milieu    | 29    | 23    | 2045   | 1      | 1      | 90      | 1      | 0      | 61      | 31     | 24     | 2196    |
| 10   | Julien Ielsch        | Défenseur | 21    | 21    | 1799   | 0      | 0      | 0       | 2      | 2      | 180     | 23     | 23     | 1979    |
| 11   | Jonas Martin         | Milieu    | 26    | 22    | 1864   | 1      | 1      | 90      | 0      | 0      | 0       | 27     | 23     | 1954    |
| 12   | Manassé Enza-Yamissi | Défenseur | 21    | 19    | 1702   | 1      | 1      | 90      | 0      | 0      | 0       | 22     | 20     | 1792    |
| 13   | Lamine Djaballah     | Attaquant | 23    | 18    | 1492   | 1      | 0      | 45      | 2      | 2      | 192     | 26     | 20     | 1729    |
| 14   | Benjamin Gavanon     | Milieu    | 19    | 15    | 1371   | 0      | 0      | 0       | 3      | 2      | 228     | 22     | 17     | 1599    |
| 15   | Ousseynou Cissé      | Défenseur | 19    | 13    | 1185   | 1      | 1      | 90      | 3      | 2      | 223     | 23     | 16     | 1498    |
| 16   | Loïc Puyo            | Milieu    | 24    | 11    | 1000   | 1      | 1      | 45      | 2      | 2      | 210     | 27     | 14     | 1255    |
| 17   | Jimmy Mainfroi       | Défenseur | 14    | 14    | 1158   | 0      | 0      | 0       | 0      | 0      | 0       | 14     | 14     | 1158    |
| 18   | Hervé Bazile         | Milieu    | 19    | 8     | 942    | 1      | 0      | 45      | 2      | 1      | 167     | 22     | 9      | 1154    |
| 19   | Romain Ruffier       | Gardien   | 8     | 6     | 627    | 1      | 1      | 90      | 0      | 0      | 0       | 9      | 7      | 717     |
| 20   | Grégory Poirier      | Milieu    | 9     | 7     | 633    | 0      | 0      | 0       | 2      | 2      | 72      | 11     | 9      | 705     |
| 21   | Alexandre Durimel    | Défenseur | 5     | 3     | 319    | 0      | 0      | 0       | 2      | 2      | 210     | 7      | 5      | 529     |
| 22   | Mohamed M'Changama   | Attaquant | 9     | 4     | 430    | 0      | 0      | 0       | 1      | 1      | 24      | 10     | 5      | 454     |
| 23   | Dimitri Mohamed      | Milieu    | 16    | 1     | 347    | 0      | 0      | 0       | 2      | 0      | 69      | 18     | 1      | 416     |
| 24   | Mouhamed Soly        | Attaquant | 8     | 3     | 259    | 1      | 1      | 45      | 1      | 1      | 69      | 10     | 5      | 373     |
| 25   | Nicolas Raynier      | Attaquant | 5     | 1     | 103    | 0      | 0      | 0       | 2      | 1      | 116     | 7      | 2      | 219     |
| 26   | Marvin Baudry        | Défenseur | 1     | 1     | 90     | 0      | 0      | 0       | 1      | 0      | 38      | 2      | 1      | 128     |
| 27   | Vlade Lazarevski     | Défenseur | 0     | 0     | 0      | 0      | 0      | 0       | 1      | 1      | 90      | 1      | 1      | 90      |
| 28   | Kevin Koubemba       | Attaquant | 3     | 0     | 85     | 0      | 0      | 0       | 0      | 0      | 0       | 3      | 0      | 85      |
| 29   | Christopher Aboué    | Attaquant | 1     | 0     | 22     | 0      | 0      | 0       | 0      | 0      | 0       | 1      | 0      | 22      |
| 30   | Nestor Kodja         | Milieu    | 2     | 0     | 13     | 0      | 0      | 0       | 0      | 0      | 0       | 2      | 0      | 13      |

Trente joueurs sont utilisés au cours de cette saison en compétitions officielles. Quatre joueurs de l'effectif professionnel ne participent à aucune rencontre, à savoir Sébastien Atlan, Urus Djeric, Karim Meliani et le troisième gardien Clément Diop. Parmi ces trente joueurs utilisés figurent de plus trois joueurs amateurs issus du centre de formation et habitués à jouer en équipe réserve : Marvin Baudry, Christopher Aboué et Nestor Kodja, auxquelles peut être ajouté Kevin Koubemba qui lui signe un contrat professionnel en cours de saison.
Le joueur le plus utilisé, avec 3 410 minutes jouées, est le capitaine et défenseur central Thomas Mienniel, suivi du gardien Landry Bonnefoi et du défenseur central Hervé Lybohy, avec respectivement 3 093 et 3 090 minutes jouées. Les deux joueurs ayant participé au plus de rencontres sont Thomas Mienniel et Abdellah Kharbouchi, avec 38 matchs joués, tandis qu'Ousseynou Cissé et Abdellah Kharbouchi sont les seuls joueurs de l'effectif à avoir joué les quatre matchs de coupe de la saison.

#### Équipe-type de la saison
| \| Bonnefoi · Ielsch (Enza-Yamissi) · Lybohy · Mienniel · Cirilli · Paul · Kharbouchi · (Gavanon) · Martin (Djaballah) · Zobiri · Saïfi · Touzghar · \| L'équipe type de l'Amiens SC lors de la saison 2010-2011 · Capitaine de l'équipe |
| Bonnefoi · Ielsch (Enza-Yamissi) · Lybohy · Mienniel · Cirilli · Paul · Kharbouchi · (Gavanon) · Martin (Djaballah) · Zobiri · Saïfi · Touzghar ·                                                                                        |

| Bonnefoi · Ielsch (Enza-Yamissi) · Lybohy · Mienniel · Cirilli · Paul · Kharbouchi · (Gavanon) · Martin (Djaballah) · Zobiri · Saïfi · Touzghar · |

Le dispositif tactique principalement utilisé au cours de cette saison est le 4-4-1-1, variation du 4-4-2 où l'un des deux attaquants joue plus en retrait, en soutien du deuxième attaquant.
Le gardien de but titulaire est Landry Bonnefoi, qui dispute trente-cinq matchs, et son remplaçant est Romain Ruffier, qui en dispute neuf.
Les deux défenseurs centraux sont Thomas Mienniel et Hervé Lybohy. Ils disputent presque toutes les rencontres, simplement suppléés à quelques reprises par Alexandre Durimel, Ousseynou Cissé et Marvin Baudry. Le poste d'arrière droit est tout d'abord occupé par Jean-Charles Cirilli, avant d'être progressivement remplacé par Jimmy Mainfroi, arrivé au mercato d'hiver. Sur le côté gauche, Julien Ielsch et Manassé Enza-Yamissi occupent en alternance le poste d'arrière gauche.
Les deux postes de milieu centraux sont principalement occupés par Johann Paul, Abdellah Kharbouchi, Ousseyou Cissé et Benjamin Gavanon, avant son départ au mercato d'hiver. Plus rarement, Grégory Poirier et Loïc Puyo jouent aussi à ce poste. Plusieurs joueurs jouent aux postes de milieu latéraux. Le côté gauche est principalement occupé par Jonas Martin, devant Hervé Bazile et Loïc Puyo, tandis que le côté droit est principalement occupé par Belkacem Zobiri, devant Lamine Djaballh, qui joue des deux côtés, et Dimitri Mohamed, qui joue dix-huit matchs dont dix-sept en tant que remplaçant.
En attaque, Rafik Saïfi joue en soutien de l'avant-centre Yoann Touzghar dans ce système en 4-4-1-1. Régulièrement associés, les deux joueurs sont les attaquants les plus utilisés, loin devant Mohamed M'Changama, Mouhamed Soly et Nicolas Raynier.
Parmi les joueurs les moins utilisés, à moins de 100 minutes de jeu, figurent de plus l'arrière droit Vlade Lazarevski, les attaquants Kevin Koubemba et Christopher Aboué, et le milieu défensif Nestor Kodja.

#### Buteurs et passeurs
Source : lfp.fr,les passes décisives ne sont pas comptabilisées en coupes 
| Pos. | Joueur               | Poste     | Buts L2 | Passes L2 | Buts CdF | Buts CdL | Buts tot. |
| ---- | -------------------- | --------- | ------- | --------- | -------- | -------- | --------- |
| 1    | Yoann Touzghar       | Attaquant | 6       | 4         | 0        | 0        | 6         |
| 2    | Lamine Djaballah     | Attaquant | 4       | 0         | 0        | 0        | 4         |
| 2    | Hervé Bazile         | Milieu    | 3       | 0         | 0        | 1        | 4         |
| 2    | Benjamin Gavanon     | Milieu    | 2       | 0         | 0        | 2        | 4         |
| 5    | Rafik Saïfi          | Attaquant | 2       | 2         | 1        | 0        | 3         |
| 6    | Jonas Martin         | Milieu    | 3       | 0         | 0        | 0        | 3         |
| 6    | Belkacem Zobiri      | Milieu    | 2       | 0         | 0        | 1        | 3         |
| 8    | Abdellah Kharbouchi  | Milieu    | 2       | 1         | 0        | 0        | 2         |
| 8    | Julien Ielsch        | Défenseur | 1       | 1         | 0        | 1        | 2         |
| 10   | Loïc Puyo            | Milieu    | 1       | 0         | 0        | 1        | 2         |
| 11   | Manassé Enza-Yamissi | Défenseur | 1       | 1         | 0        | 0        | 1         |
| 11   | Mouhamed Soly        | Attaquant | 1       | 1         | 0        | 0        | 1         |
| 13   | Jean-Charles Cirilli | Défenseur | 0       | 1         | 0        | 0        | 0         |
| -    | Julien Cardy         | Tours FC  | 1 (csc) | -         | -        | -        | -         |

Yoann Touzghar, pour sa deuxième saison avec l'Amiens SC, finit à la fois dans l'équipe meilleur buteur en Ligue 2, meilleur passeur en Ligue 2 et meilleur buteur toutes compétitions confondues avec six buts. Il ne finit toutefois qu'à la 51e place du classement des meilleurs buteurs du Championnat de Ligue 2. Le meilleur buteur de l'équipe de la saison précédente, Belkacem Zobiri, n'inscrit quant à lui que deux buts en championnat alors qu'il en avait inscrit onze lors de la saison précédente.

#### Capitaines
- Thomas Mienniel : 38 fois (dont 1 fois en Coupe de France et 2 fois en Coupe de la Ligue)
- Jean-Charles Cirilli : 2 fois (dont 1 fois en Coupe de la Ligue)
- Julien Ielsch et Rafik Saïfi : 1 fois

## Aspects socio-économiques
L'équipementier et fournisseur officiel de l'Amiens SC pour cette saison 2011-2012 est l'entreprise italienne Kappa, et les partenaires principaux sont Intersport, Crédit agricole, Carcept prev et Geodis Calberson. C'est Intersport qui fait office de sponsor principal et qui a son logo apposé au milieu du maillot amiénois.
Au cours de la saison, l'Amiens SC crée un nouveau maillot pour fêter les 110 ans du club. Ce maillot, bleu avec des manches rouges, reprend les couleurs historiques du club et fut étrenné au cours du match contre le RC Lens comptant pour la 6e journée. Par la suite, l'équipe dispute plusieurs autres rencontres avec ce maillot lors de cette saison.

## Autres équipes
- Amiens SC B : 4e du groupe A du CFA 2 (D5) et 2e tour de la Coupe de Picardie contre Choisy-au-Bac[31]
- Amiens SC U19 : 4e du groupe A du Championnat National U19[32] et 64e de finale de la Coupe Gambardella contre l'Olympique Saint-Quentin (1-1, 4-3 tab)[33]
- Amiens SC U17 : 10e du groupe A du Championnat National U17[34]